# Saar Klein
Saar Klein est un monteur et réalisateur israélien né en 1967.

## Filmographie
en tant que monteur
- 1996 : For Which He Stands de Nelson McCormick
- 1998 : Endurance de Leslie Woodhead et Bud Greenspan
- 1998 : La Ligne rouge de Terrence Malick
- 2000 : Presque célèbre de Cameron Crowe
- 2002 : La Mémoire dans la peau de Doug Liman
- 2005 : Le Nouveau monde de Terrence Malick
- 2008 : Jumper de Doug Liman
- 2009 : Fighting de Dito Montiel
- 2014 : Things People Do de lui-même
- 2018 : Burden d'Andrew Heckler
- 2019 : Le Chant du loup d'Antonin Baudry
- 2021 : Locked Down de Doug Liman
- 2023 : Black Flies de Jean-Stéphane Sauvaire
- 2024 : The Instigators de Doug Liman

en tant que réalisateur
- 2014 : Things People Do